# Montreal cognitive assessment
Montreal cognitive assessment (MoCA) är ett kognitivt screeninginstrument designat för att hitta tidig demens eller mild kognitiv störning engelska mild cognitive impairment (MCI). Det skapades 1996 av Ziad Nasreddine då verksam i Montréal i Québec.

## Utformning
MoCA består av flera deltester som var för sig mäter en eller flera kognitiva domäner. Testpersonen instrueras fortlöpande av testaren och hela MoCA-testet tar ungefär 10 minuter att genomföra. Flera av deltesterna är papper-och-penna baserade. Det finns också varianter på testet som kan användas för att undvika inlärningseffekter vid upprepad testning.

## Innehåll
| Deltest              | Kognitiv domän                                          | Maximala poäng |
| -------------------- | ------------------------------------------------------- | -------------- |
| Trail-making test    | Visuspatiell förmåga, exekutivförmåga                   | 1              |
| Kopiera kub test     | Visuspatiell förmåga                                    | 1              |
| Klocktest            | Exekutiv funktion                                       | 3              |
| Benämningstest       | Språk, benämningsförmåga                                | 3              |
| Minnestest           | Verbalt minne, uppmärksamhet                            | 0              |
| Uppmärksamhetstest   | Uppmärksamhet, räkneförmåga, koncentration, arbetsminne | 6              |
| Meningstest          | Språk                                                   | 2              |
| ordflödestest        | Koncentration, semantiskt minne, exekutivförmåga        | 1              |
| Abstraktionstest     | Abstraktionsförmåga                                     | 2              |
| Fördröjd återgivning | Minnesretention och framplockning                       | 5              |
| Orienteringstest     | Orienteringsförmåga avs plats,tid och rum               | 6              |
| SUMMA                |                                                         | 30             |

## Poängberäkning
Maximala totalpoängen för hela testet är 30 poäng. Om man har mindre än 12 års formell utbildning (gymnasienivå) får man en extra poäng. Resultat på 26 poäng eller mer brukar betraktas som normalt.

## Validering
MoCA validerades i en studie på 94 äldre med MCI, 93 äldre med Alzheimer demens och 90 friska kontrollpersoner. Som jämförande test användes Mini Mental test (MMSE). Diagnosen MCI bekräftades innan testning av neurologer och geriatriker som administrerade ett standardiserat kognitivt testbatteri.
MoCA(Sensitivitet 90% och specificitet 87 % ) visade sig vara betydligt bättre än MMSE (sensitivitet 18% och specificitet 100 %) på att hitta individer med MCI.
Gällande Alzheimerdemens så var sensitivitet 100 % och specificitet 87 %.
Viss kritik kan riktas mot de valideringsstudier som är gjorda för att framför allt ha haft en fall-kontroll design, med redan diagnosticerade patienter. Detta  ger inte lika bra evidens som  studier där man inkluderar och diagnosticerar prospektivt.
Den svenska versionen av MoCA har inte genomgått en direkt valideringsstudie. Men normativa data har samlats in från kognitivt intakta individer. I studien föreslogs  också att poänggränserna skulle vara beroende av ålder och utbildning för bättre specificitet.
MoCA finns tillgänglig på 10 olika språk

## Användningsområden
Bland annat:
- Demens
- Mild kognitiv störning[6]
- Parkinsons sjukdom[7]
- Stroke[8][9]
- Kronisk obstruktiv lungsjukdom[10]
- Hjärtsvikt[11]
- Multipel skleros[12]